# Frances O’Grady

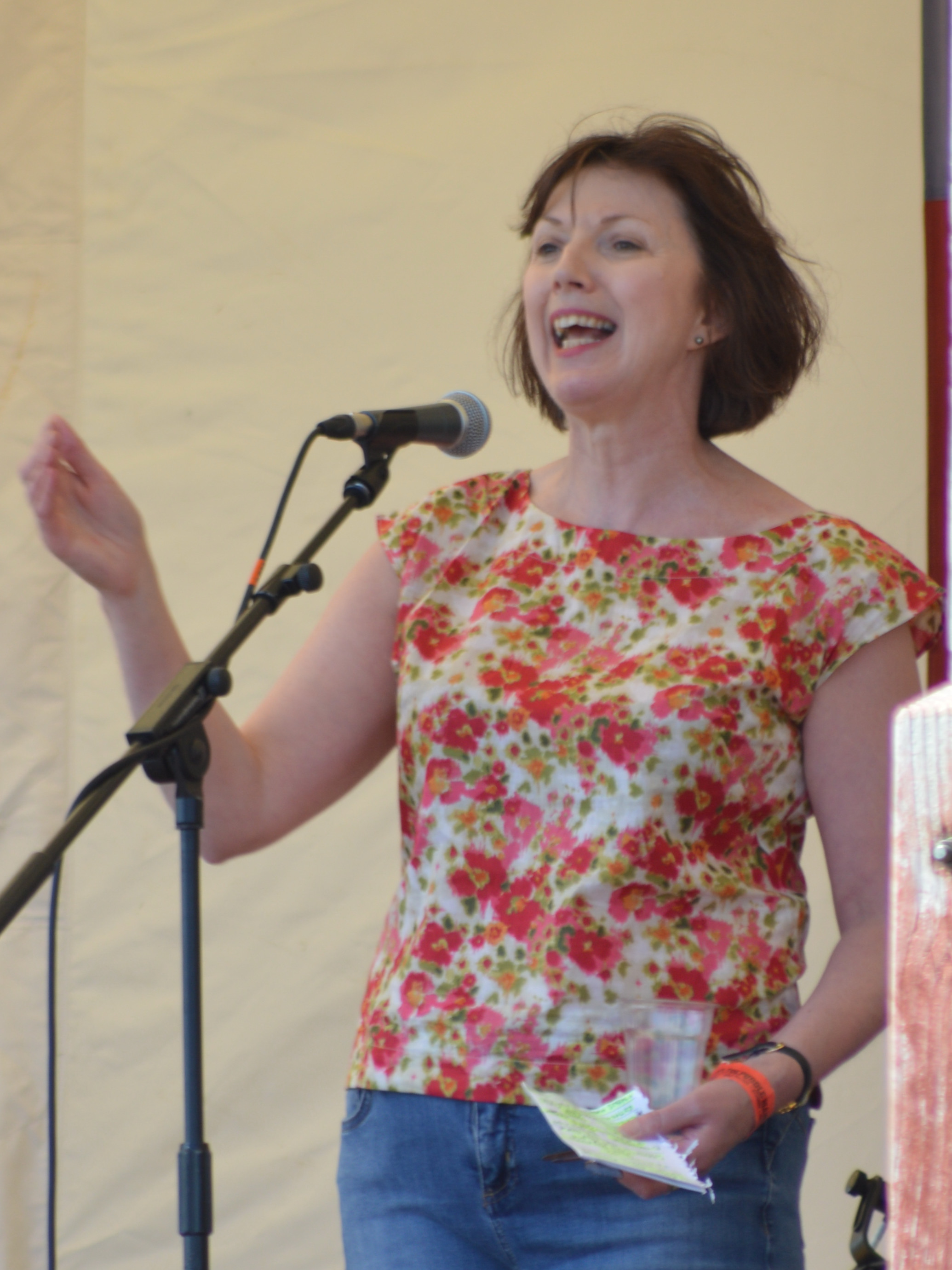
O'Grady auf dem Tolpuddle Martyrs' Festival 2015

Frances Lorraine O’Grady (geboren am 9. November 1959 in Oxford) war von 2013 bis Dezember 2022 die Generalsekretärin des britischen Gewerkschaftsbundes Trades Union Congress (TUC), die erste Frau in diesem Amt.

## Kindheit, Schulbildung, Familie
O’Grady, geboren in Oxford, wuchs als eines von fünf Kindern in einer Familie irischer Abstammung auf. Sie wurde katholisch  erzogen. Ihr Vater war gewerkschaftlicher Vertrauensmann in der Autofabrik Leyland in Cowley (Oxford). Sie besuchte die  Milham Ford School, damals eine Grammar School.
O’Grady studierte Politikwissenschaft und die Geschichte der Neuzeit an der Manchester University und schloss mit einem BA Hons in diesen Fächern ab. Sie arbeitete zu Arbeitgeber - Arbeitnehmerbeziehungen und machte gewerkschaftsbezogene Studien an der Middlesex Polytechnic und erlangte dort ein Diplom.
Sie hat zwei erwachsene Kinder, die von ihr als berufstätige Alleinerziehende aufgezogen wurden. O’Grady lebt derzeit (2021) in London.

## Gewerkschaftliche Laufbahn
O’Grady arbeitete zunächst für die Transport and General Workers' Union. In dieser Funktion wandte sie sich gegen die Abschaffung des Agricultural Wages Board und kämpfte für die Einführung eines Mindestlohns.
1994 wurde sie TUC Campaigns Secretary und gründete 1997 die TUC Organising Academy, mit der Arbeitnehmer gefördert werden sollten, die jünger und repräsentativer als die alte Garde waren und die Organisatoren des britischen Gewerkschaftswesens werden sollten.
1999 wurde sie Leiterin der Organisationsabteilung des TUC. 2003 wurde sie zur Stellvertretenden Generalsekretärin gewählt.
Sie war federführend bei der Gründung der gewerkschaftlichen Weiterbildungseinrichtung Unionlearn, die 2006 ins Leben gerufen wurde. Unionlearn arbeitet mit Arbeitgebern, Gewerkschaften und der Regierung zusammen, um jährlich rund 220.000 Arbeitnehmern zu helfen, ihre Grundkenntnisse zu verbessern und Zugang zu lebenslangem Lernen zu erhalten.
Im Januar 2013 wurde sie Generalsekretärin des TUC als Nachfolgerin von Brendan Barber.
2013 unterstützte sie, in Übereinstimmung mit der Politik des TUC, die People's Assembly in einem Brief, der in der Zeitung The Guardian abgedruckt wurde.
Sie war Mitglied der Resolution Foundation's Commission on Living Standards, sowie Mitglied Commission on Vulnerable Employment des TUC, der Low Pay Commission und der High Pay Commission. Sie engagierte sich während des Referendums über die EU-Mitgliedschaft in vorderster Reihe, da der TUC für den Verbleib in der EU war und insbesondere Bedenken hinsichtlich der Auswirkungen auf die Rechte der Arbeitnehmer und die Arbeitsplätze in exportorientierten Industrien äußerte.
O’Grady führte eine Protestaktion vor Bestway, Großbritanniens größtem Familienunternehmen, an.
Im Februar 2013 wurde sie aufgrund ihrer Bemühungen von Woman's Hour auf BBC Radio 4 als 11. einflussreichste Frau in Großbritannien eingestuft.
Im Juni 2019 wurde sie zum Non-Executive Director der Bank of England ernannt.